# Armement Air-Sol Modulaire
Armement Air-Sol Modulaire (česky modulární výzbroj vzduch–země), zkráceně nazývaná také AASM, 2ASM, A2SM nebo pro exportní účely HAMMER (z anglického Highly Agile Modular Munition Extended Range), je francouzská naváděná stand-off munice typu vzduch–země vyvinutá společností Safran Electronics & Defense. AASM se skládá ze dvou hlavních prvků, jimiž je čelní naváděcí kit a zadní sada pro prodloužení dosahu, včetně volitelného raketového motoru na pevná paliva. Kompletem lze osadit řadu „hloupých“ gravitačních pum (např. řady Mk 80) v hmotnostech 125 kg, 500 kg a 1 000 kg. Jak vyplývá z názvu, jde o modulární zbraň, určenou pro blízkou leteckou podporu i hloubkové údery. Modularita spočívá nejen ve variabilitě leteckých pum, na něž lze sadu osadit, ale i v různých typech naváděcích hlavic a odnímatelném pomocném raketovém pohonu. 
Díky pomocnému raketovému pohonu lze při odhozu z optimální výšky zasahovat cíle vzdálené až 70 km, což je obdobné jako u JDAM ER. Výhodou AASM však je, že lze této hodnoty dosáhnout i při odhozu z nižší výšky a při nižší rychlosti, neboť se díky raketovému motoru není nutné zcela spoléhat na kinetickou energii poskytnutou letadlem. Výrobce dokonce uvádí možnost AASM vypustit po balistické křivce „přes“ terén a zůstat tedy v zákrytu radarového pokrytí protivníka.
Standardní varianta je založena na 250kg pumě a hybridním navigačním systému kombinujícím inerciální navigační systém (INS) s GPS. Existují však i varianty přidávající optické infračervené nebo laserové navádění pro zvýšení přesnosti v rušených prostředích a proti pohyblivým cílům.

## Vývoj
Program začal v devadesátých letech, kdy Délégation Générale pour l'Armement (DGA), francouzská agentura pro vyzbrojování, vyhlásila mezinárodní soutěž na návrh letecké munice, která umožní zasahovat vzdálené cíle bez vystavení útočícího letadla nebezpečí. Mezi další požadavky patřila použitelnost v jakémkoliv počasí a denní době a vysoká přesnost minimalizující vedlejší škody.
V roce 2000 byla zadána společnosti SAGEM (která se však záhy stala součástí Safranu) zakázka na počáteční ověřovací sérii AASM s GPS/INS naváděním, která měla začít být dodávána od roku 2004 s dosažením operačních schopností v roce 2005. Vzhledem ke zpoždění způsobeném dodatečnými úpravami však sériové dodávky základní GPS/INS verze započaly až v roce 2007.

### Vojskové zkoušky
Série armádních testů k ověření hlavních parametrů GPS/INS varianty AASM začala 6. prosince 2004 a skončila 26. července 2005. I když tato kampaň prokázala vynikající výsledky, ukázala potřebu změnit některé aerodynamické vlastnosti zbraně. Tím vzniklo zpoždění v dodávkách AASM, což se Francie v roce 2008 rozhodla kompenzovat objednáním dvourežimových (laserem a GPS/INS naváděných) sad GBU-49 Enhanced Paveway II integrovaných se stíhacími bombardéry Mirage 2000D a Rafale. Již 9. července 2008 však třemi ostrými odhozy na střelnici DGA v Biscarosse úspěšně dokončila certifikaci 250kg varianta AASM s kombinovaným GPS/INS a optickým infračerveným naváděním. V roce 2009 byla úspěšně otestována i 125kg verze a úspěšný test verze s laserovým naváděním následoval o rok později.
Verze založená na 1 000kg pumě zahájila testování v roce 2020, nejprve v inertní variantě odhazované z letounů Rafale. Ostré testy skončily počátkem roku 2023 a ve stejném roce začala dodávka prvních sad pro francouzské letectvo.

### Navýšení výroby
Od začátku plnohodnotné ruské invaze na Ukrajinu se výroba AASM zněkolikanásobila. Za rok 2024 bylo vyrobeno 830 ks, z nichž přibližně 600 ks bylo dodáno Ukrajině. V roce 2025 výrobce plánuje vyrobit 1 200 ks, z velké části opět pro Ukrajinu. Pokud bude dostatečná poptávka, je výrobce připraven v následujících letech tuto kapacitu zdvojnásobit.

### Náklady projektu
Podle kontrolní komise francouzského Senátu citovaného deníkem La Tribune, byly celkové náklady na program AASM včetně nákladů na vývoj a dodání 2 348 sad k roku 2010 846 milionů EUR. Z toho lze odvozovat kusovou cenu 300 000 $, což je přibližně dvanáctinásobek ceny částečně srovnatelné americké JDAM. Je však třeba vzít v úvahu, že JDAM se vyrábějí mnohem déle a byly jich vyrobeny stovky tisíc, což pochopitelně výrazně snižuje kusovou cenu. V případě masové výroby AASM lze taktéž očekávat drastické snížení kusové ceny. JDAM jsou navíc čistě klouzavé bomby, neobsahují raketový pohon jako AASM.
Rozpočet na obranu na rok 2012 předložený Senátu uváděl, že projekt stál 592,2 milionů EUR a pořizovací cena jedné sady byla 164 000 EUR, přičemž i s náklady na vývoj byla vyčíslena na 252 000 EUR za kus.

## Varianty
AASM se dodává v několika variantách lišících se velikostí pumy a použitého navádění.

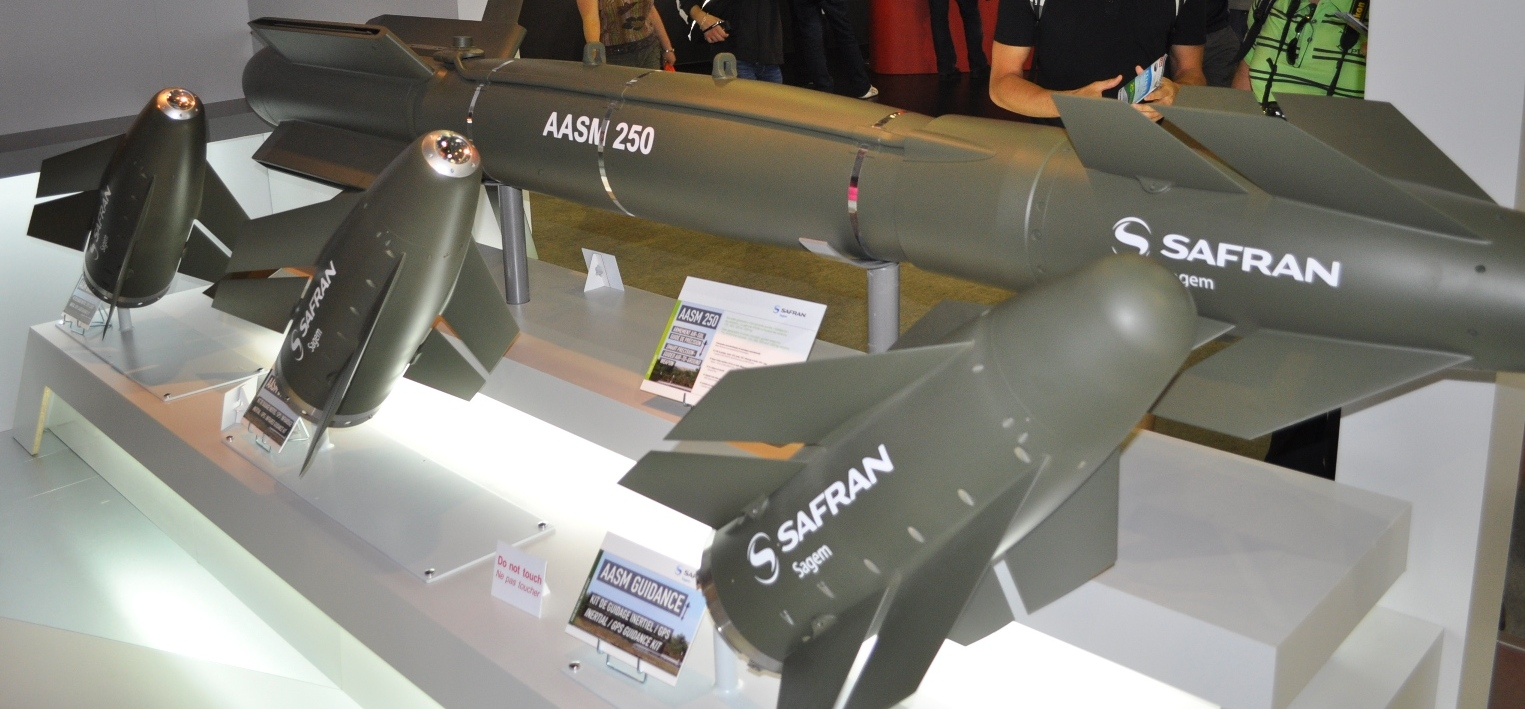
V pozadí kompletní AASM, v popředí tři varianty naváděcí hlavice: INS/GPS + laser, INS/GPS + IIR a základní INS/GPS.

Základní model obsahuje 250kg pumu s naváděcí sadou na přídi a soupravou pro prodloužení dosahu na zadní straně, která obsahuje raketový motor na pevná paliva a zvětšené aerodynamické plochy. Tato varianta existuje i se 125kg nebo 1 000kg pumou. Tato základní verze kombinuje data z GPS a jednotky inerciálního navigačního systému (INS) prostřednictvím Kalmánova filtrování, čímž dosahuje přesnosti CEP (Circular error probability) na 10 m. Tato „dekametrická“ varianta pro každé počasí je doplněna „metrickou“ verzí pro dobré počasí ve dne i v noci, která přidává optické infračervené navádění (IIR), které porovnává obraz terénu s daty uloženými v paměti a na základě toho dosahuje přesnosti do 1 m CEP. 
Třetí verze pak používá namísto infračerveného optického navádění laserové navádění, což umožňuje zasáhnout municí AASM pohyblivé cíle s větší přesností. Nevýhodou je však nutnost laserového značkování cíle např. dronem.
Všechny varianty nabízejí také air-burst schopnost (exploze ve vzduchu v předem určeném momentu).
V říjnu 2010 dostaly všechny verze alfanumerické označení, přičemž verze s INS/GPS naváděním se stala SBU-38 (SBU=Smart Bomb Unit), verze s INS/GPS/IIR naváděním se stala SBU-54 a verze s INS/GPS a laserovým naváděním se stala SBU-64.

### AASM XLR
V červnu 2025 byla výrobcem na Paris Air Show představena verze XLR, resp. její dvě modifikace – AASM XLR 250 (postavená okolo 250kg pumy) Mk 82 a AASM XLR 1000 (na bázi 1000kg pumy Mk 84). Oproti standardním AASM se verze XLR liší především doplněním motoru, který prodlouží dosah bomby až na 150-200 km a v zásadě z ní tak vytvoří jakýsi hybrid klouzavé bomby a střely s plochou dráhou letu. Bližší informace nebyly výrobcem dosud představeny.

## Operační nasazení

### Afghánistán
AASM měla svůj bojový debut 20. dubna 2008, během války v Afghánistánu, kdy stíhačka Rafale shodila dvě naváděné bomby na podporu pozemních jednotek.

### Libye
V březnu 2011 bylo oznámeno, že bomba AASM svržená z Dassault Rafale byla použita ke zničení lehkého proudového letounu G-2 Galeb libyjského letectva, prvního libyjského válečného letounu, který narušil bezletovou zónu vyhlášenou v roce 2011 během občanské války. Bomba dopadla na ranvej těsně po přistání letadla na letišti Misurata.
Začátkem dubna 2011 bylo oznámeno, že bomba AASM svržená z Dassault Rafale byla použita ke zničení libyjského tanku na vzdálenost 55 km.
V Libyi bylo francouzským letectvem svrženo celkem 225 bomb AASM.

### Mali
Naváděné pumy AASM sehrály významnou roli během úvodní fáze francouzské intervence v Mali, kdy v roce 2013 letouny Rafale – v některých případech startující přímo z Francie – provedly desítky náletů na pozice povstalců právě s využitím bomb AASM.

### Irák
V roce 2015 byly v Iráku poprvé bojově nasazeny laserem naváděné varianty AASM, na pozice Islámského státu je svrhly letouny Rafale.

### Ukrajina
V březnu 2024 začalo AASM používat ukrajinské letectvo pro údery na ruské pozice. Prvním oficiálně potvrzeným nasazením byl 4. března nálet na ruskou pozici v obci Kozači Lahery v Chersonské oblasti, při němž byla použita varianta AASM-250. Již o pár dní dříve však bylo publikováno video, které má ukazovat zásah ruských pozic taktéž pomocí AASM-250 v koksovně v obci Avdijivka v Doněcké oblasti.

## Uživatelé

### Současní uživatelé
- Francie
  - Francii byly postupně dodány stovky kusů AASM ve všech variantách navádění.[38][39] Nižší stovky byly bojově použity,[32] k roku 2024 by však Francie měla mít ve výzbroji kolem 1 800 ks těchto řízených bomb.[40]
- Egypt
  - Egypt v roce 2015 zakoupil 200 ks 250kg varianty AASM jako součást velké objednávky francouzských zbraní, která zahrnovala také letouny Dassault Rafale, fregaty třídy FREMM, protiletadlové střely MBDA MICA a střely s plochou dráhou letu SCALP EG.[41][42]
- Indie
  - V září 2020 byla podepsána objednávka na „velké množství“ AASM pro indické letectvo.[43] V první fázi byly zbraně určeny pro letouny Rafale, probíhá ale i integrace na domácí HAL Tejas.[44]
- Maroko
  - Maroko objednalo neznámé množství AASM v roce 2011 v rámci modernizace a navýšení schopností letounů Dassault Mirage F1.[45][46]
- Katar
  - Katar objednal v roce 2015 300 sad AASM v rámci nákupu letounů Dassault Rafale.[47][48]
- Ukrajina
  - V lednu 2024 francouzský prezident Emmanuel Macron oznámil, že Francie dodá Ukrajině „stovky bomb“,[49] což bylo později ministrem obrany upřesněno na dodávky 50 ks AASM nespecifikované verze každý měsíc.[50] Ke konci roku 2024 bylo dodáno 600 ks.[16] AASM jsou na Ukrajině používány minimálně s MiG-29,[51] Su-27[52] a Su-25,[53] k jejich používání jsou však uzpůsobeny i Mirage 2000-5 dodané Ukrajině Francií.[54][55] První bojové nasazení varianty AASM-250 bylo potvrzeno 4. března 2024.[36]